# Pappa på burk
Pappa på burk (engelska: The Switch) är en amerikansk långfilm från 2010 i regi av Josh Gordon och Will Speck, med Jason Bateman, Jennifer Aniston, Thomas Robinson och Patrick Wilson i rollerna.

## Handling
Kassie Larson (Jennifer Aniston) bestämmer sig för att skaffa barn. Trots protester från hennes neurotiske bäste vän Wally Mars (Jason Bateman) väljer hon att göra det ensam med hjälp av den snygge och charmige spermadonatorn Roland (Patrick Wilson). Wally har alltid haft känslor för Kassie, men hans vän Leonard (Jeff Goldblum) påpekar att han missade sin chans och att Kassie numera bara ser honom som en vän. Kassie organiserar en inseminationsfest där Roland onanerar och lämnar sin sperma i badrummet. Wally använder därefter badrummet och ser behållaren med Rolands säd. Wally är full och inte alls särskilt glad över situationen och råkar spilla ut burkens innehåll. I panik ersätter han Rolands sperma med sin egen. Inseminationen lyckas, men Kassie tvingas flytta från New York, övertygad om att Roland är fadern till det väntade barnet.
Sju år senare återvänder Kassie till New York med sin son Sebastian (Thomas Robinson). Wally börjar knyta band till barnet som han vet är hans eget – men Kassie har börjat träffa den nu frånskilde Roland, som hon tror är Sebastians far.

## Rollista
| Jennifer Aniston   | – Kassie Larson          |
| Jason Bateman      | – Wally Mars             |
| Thomas Robinson    | – Sebastian Larson       |
| Patrick Wilson     | – Roland                 |
| Juliette Lewis     | – Debbie Epstein         |
| Jeff Goldblum      | – Leonard                |
| Caroline Dhavernas | – Pauline                |
| Scott Elrod        | – Declan                 |
| Bryce Robinson     | – äldre Sebastian Larson |
| Diane Sawyer       | – sig själv              |